# Tour de l'Eurométropole
|  | Flytteforslag Denne side er foreslået flyttet til Circuit Franco-Belge. Klik her for at se flytteforslaget. Begrundelse: Løbet har skiftet navn |

Circuit Franco-Belge (tidligere Tour de l'Eurométropole) er et belgisk og fransk endagsløb (tidligere etapeløb) i landevejscykling som arrangeres hvert år i oktober. Løbet er blevet arrangeret siden 1924. Løbet er af UCI klassificeret med 1.Pro og er en del af UCI ProSeries.

## Vindere
| År                        | Vinder                            | Toer                  | Treer                          |        |
| ------------------------- | --------------------------------- | --------------------- | ------------------------------ | ------ |
| Circuit Franco-Belge      |                                   |                       |                                |        |
| 1924                      | Julien Perrain                    | G. D'Haene            | Camille Van De Casteele        |        |
| 1925                      | Julien Vervaecke                  | Gaston Rebry          | Aubert Winsingues              |        |
| 1926                      | Julien Vervaecke                  | Maurice Declerck      | Louis Vanderaspialles          |        |
| 1927                      | Maurice Denamur                   | Valentin Tondeur      | Henri Caron                    |        |
| 1928                      | Alfons Ghesquière                 | Rémi Decroix          | Aubert Winsingues              |        |
| 1929                      | Alfons Ghesquière                 | Félicien Vervaecke    | Jules Pyncket                  |        |
| 1930                      | Henri Deudon                      | Jean Dhondt           | Jules Pyncket                  |        |
| 1931                      | Maurice Van Hee                   | André Vanderdonckt    | Leon Delobelle                 |        |
| 1932                      | Gustave Beckaert                  | Georges Waelkens      | Albert Beckaert                |        |
| 1933                      | Raymond Debruyckere               | Albert Vandaele       | Gérard Desmet                  |        |
| 1934                      | Cyriel Van Overberghe             | J. Descamps           | Julien Heernaert               |        |
| 1935                      | Cyriel Van Overberghe             | Marcel Kint           | Robert Van Eenaeme             |        |
| 1936                      | Maurice Deschamps                 | A. De Keukelaere      | Robert Van Eenaeme             |        |
| 1937                      | Louis Van Daele                   | Roger Vandendriessche | De Maerck                      |        |
| 1938                      | Hector Lanssens                   | Victor Codron         | Roger Lanssens                 |        |
| 1939                      | Michel Hermie                     | Julien Stadsbaeder    | Bielewets                      |        |
| 1940-1954 ikke arrangeret |                                   |                       |                                |        |
| 1955                      | Herman Decan                      | F. Castelyn           | Roger Soenens                  |        |
| 1956                      | Georges Dequesne                  | Yves Delplanque       | Raymond Denutte                |        |
| 1957                      | Edward Klabiński                  | Albert Pinoy          | Louis Bodart                   |        |
| 1958                      | François De Waegheneire           | Daniel Andries        | Horst Tüller                   |        |
| 1959                      | Georges Dequesne                  | Jean-Marie Poppe      |                                |        |
| 1960                      | Willy Bocklant                    | André Durnez          | Antoon Diependaele             |        |
| 1961                      | Laurent Christiaens               | Jean-Marie Poppe      | Willy Raes                     |        |
| 1962                      | Roland Aper                       | Georges Dequesne      | René Couchez                   |        |
| 1963                      | Jan Nolmans                       | Raymond Reaux         | Jan Boonen                     |        |
| 1964                      | Robert Duponchel                  | Jan Nolmans           | Herman Van Loo                 |        |
| 1965                      | Daniel Deprez                     | Robert Maytas         | Pierre Verberckmoes            |        |
| 1966                      | Roman Chtiej                      | Yves Lepachelet       | Michel Prissette               |        |
| 1967                      | Bernard Delaurier                 | Michel Quinchon       | Claude Neuts                   |        |
| 1968                      | André Dierickx                    | Englebert Opdebeeck   | Eddy Cael                      |        |
| 1969                      | Willy Van Mechelen                |                       |                                |        |
| 1970                      | Ronny Vanmarcke Ronny De Bisschop |                       |                                |        |
| 1971                      | Louis Dierckx                     | José Vanackere        | Theo Heremans Julien Knockaert |        |
| 1972                      | Willy Govaerts                    | Roger De Beukelaer    | Johannes Hendrickx             |        |
| 1973                      | Theo Dockx                        | Lieven Malfait        | Roger De Beukelaer             |        |
| 1974                      | Serge Vandaele                    | Marc Steels           | Karel Sels                     |        |
| 1975                      | David Wells                       | Etienne De Beule      | Pol Verschuere                 |        |
| 1976                      | Géry Verlinden                    | Jimmy Kruunenberg     | Luc Capelle                    |        |
| 1977                      | Johan Huyghe                      | Ronan Onghena         | Bernard Depuydt                |        |
| 1978                      | Jean-Pierre Vrancken              | Dirk Vermeersch       | Michel Demeyre                 |        |
| 1979                      | Jan Bogaert                       | Jan Wijnants          | Michel Demeyre                 |        |
| 1980                      | Rudy Delehouzée                   | Ronald Van Avermaet   | Ivan Verhaegen                 |        |
| 1981                      | Jozef Lieckens                    | Eric Staes            | René De Brucker                |        |
| 1982                      | Rudy Dhaenens                     | Jos Haex              | Allan Peiper                   |        |
| 1983                      | Benno Wiss                        | Daniel Heggli         | Martin Durant                  |        |
| 1984                      | Benno Wiss                        | Jörg Müller           | Eddy Haelemeersch              |        |
| 1985                      | Guido Winterberg                  | Søren Lilholt         | Detlef Macha                   |        |
| 1986                      | Othmar Haefliger                  | Dan Radtke            | Jens Heppner                   |        |
| 1987                      | Luc Govaerts                      | Huub de Vries         | Rudy De Vijlder                |        |
| 1988                      | Nico Roose                        | Ronny Thomas          | Yves Cossemijns                |        |
| 1989                      | Vjatjeslav Jekimov                | Dimitrij Zjdanov      | Daniël Van Steenbergen         |        |
| 1990                      | Uwe Preißler                      | Stephen McGlede       | Johan Van Den Dries            |        |
| 1991                      | John Hughes                       | Laurent Desbiens      | David Spears                   |        |
| 1992                      | Erwin Thijs                       | Vladimir Muravskis    | Leif Tore Eriksen              |        |
| 1993                      | Sven Teutenberg                   | Dainis Ozols          | Miika Hietanen                 |        |
| 1994                      | Dainis Ozols                      | Arvis Piziks          | Steve Rover                    |        |
| 1995                      | Romāns Vainšteins                 | Tadeusz Rizi          | Mykhajlo Khalilov              |        |
| 1996                      | Koos Moerenhout                   | Marc Streel           | Frank Høj                      |        |
| 1997                      | Mario Aerts                       | Hans De Clercq        | Geert Van Bondt                |        |
| 1998                      | Frank Høj                         | Koen Beeckman         | Grzegorz Gwiazdowski           |        |
| 1999                      | Tayeb Braikia                     | Bert Roesems          | Andreas Klier                  |        |
| 2000                      | Daniele Nardello                  | Thierry Marichal      | Sylvain Chavanel               |        |
| 2001                      | Chris Peers                       | Jacky Durand          | Remco van der Ven              |        |
| 2002                      | Robbie McEwen                     | Tom Boonen            | Christoph von Kleinsorgen      |        |
| 2003                      | Gerben Löwik                      | Nico Mattan           | Dave Bruylandts                |        |
| 2004                      | Jimmy Casper                      | Steven de Jongh       | Nico Mattan                    |        |
| 2005                      | Marco Zanotti                     | Jimmy Casper          | Sébastien Hinault              |        |
| 2006                      | Gert Steegmans                    | Danilo Hondo          | Olivier Kaisen                 |        |
| 2007                      | Kevin Van Impe                    | Mark Cavendish        | Philippe Gilbert               |        |
| 2008                      | Juan Antonio Flecha               | Sébastien Rosseler    | Jürgen Roelandts               |        |
| 2009                      | Tyler Farrar                      | Tom Boonen            | Roger Hammond                  |        |
| 2010                      | Adam Blythe                       | Sep Vanmarcke         | Jakob Fuglsang                 |        |
| Tour de Wallonie Picarde  |                                   |                       |                                |        |
| 2011                      | Robbie McEwen                     | Tom Veelers           | Christopher Sutton             |        |
| Tour de l'Eurométropole   |                                   |                       |                                |        |
| 2012                      | Jürgen Roelandts                  | Juan Antonio Flecha   | Maarten Wynants                |        |
| 2013                      | Jens Debusschere                  | John Degenkolb        | Tyler Farrar                   |        |
| 2014                      | Arnaud Démare                     | Jens Debusschere      | Theo Bos                       |        |
| 2015                      | Alexis Gougeard                   | Martijn Keizer        | Jürgen Roelandts               |        |
| 2016                      | Dylan Groenewegen                 | Oliver Naesen         | Tom Boonen                     |        |
| 2017                      | Daniel McLay                      | Kenny Dehaes          | Anthony Turgis                 |        |
| 2018                      | Mads Pedersen                     | Jempy Drucker         | Oliver Naesen                  |        |
| 2019                      | Piet Allegaert                    | Florian Sénéchal      | Jasper Stuyven                 |        |
| 2020                      | aflyst                            | aflyst                | aflyst                         | aflyst |
| 2021                      | Fabio Jakobsen                    | Jordi Meeus           | Mads Pedersen                  |        |
| Circuit Franco-Belge      |                                   |                       |                                |        |
| 2022                      | Alexander Kristoff                | Dries Van Gestel      | Victor Campenaerts             |        |
| 2023                      | Arnaud De Lie                     | Rasmus Tiller         | Corbin Strong                  |        |
| 2024                      | Biniam Girmay                     | Axel Zingle           | Marc Hirschi                   |        |